# Christa Päffgen
Christa Päffgen (Nico; n. 16 octombrie 1938, Köln, Germania Nazistă – d. 18 iulie 1988, Ibiza⁠(d), Insulele Baleare⁠(d), Spania) a fost un manechin, actriță și cântăreață germană. Ea devine cunoscută prin colaborarea cu The Velvet Underground.

## Discografie
- 1967: The Velvet Underground & Nico
- 1967: Chelsea Girl
- 1969: The Marble Index
- 1970: Desertshore
- 1973: The End
- 1974: 1 iunie 1974
- 1981: Drama of Exile
- 1982: Do or Die: Diary 1982 (Nico in Europe)
- 1984: Camera Obscura
- 1985: Nico Live in Pécs
- 1986: Live Heroes
- 1986: Behind the Iron Curtain
- 1987: Nico in Tokyo

postume
- 1989: Hanging Gardens
- 1994: Heroine
- 1994: Fata Morgana (Nico’s Last Concert), live 1988
- 1998: The Classic Years
- 2002: Innocent & Vain
- 2007: All Tomorrow’s Parties (live 1983, Doppelalbum)
- 2007: Nico: The Frozen Borderline